# تحليل الاستشهادات المرجعية

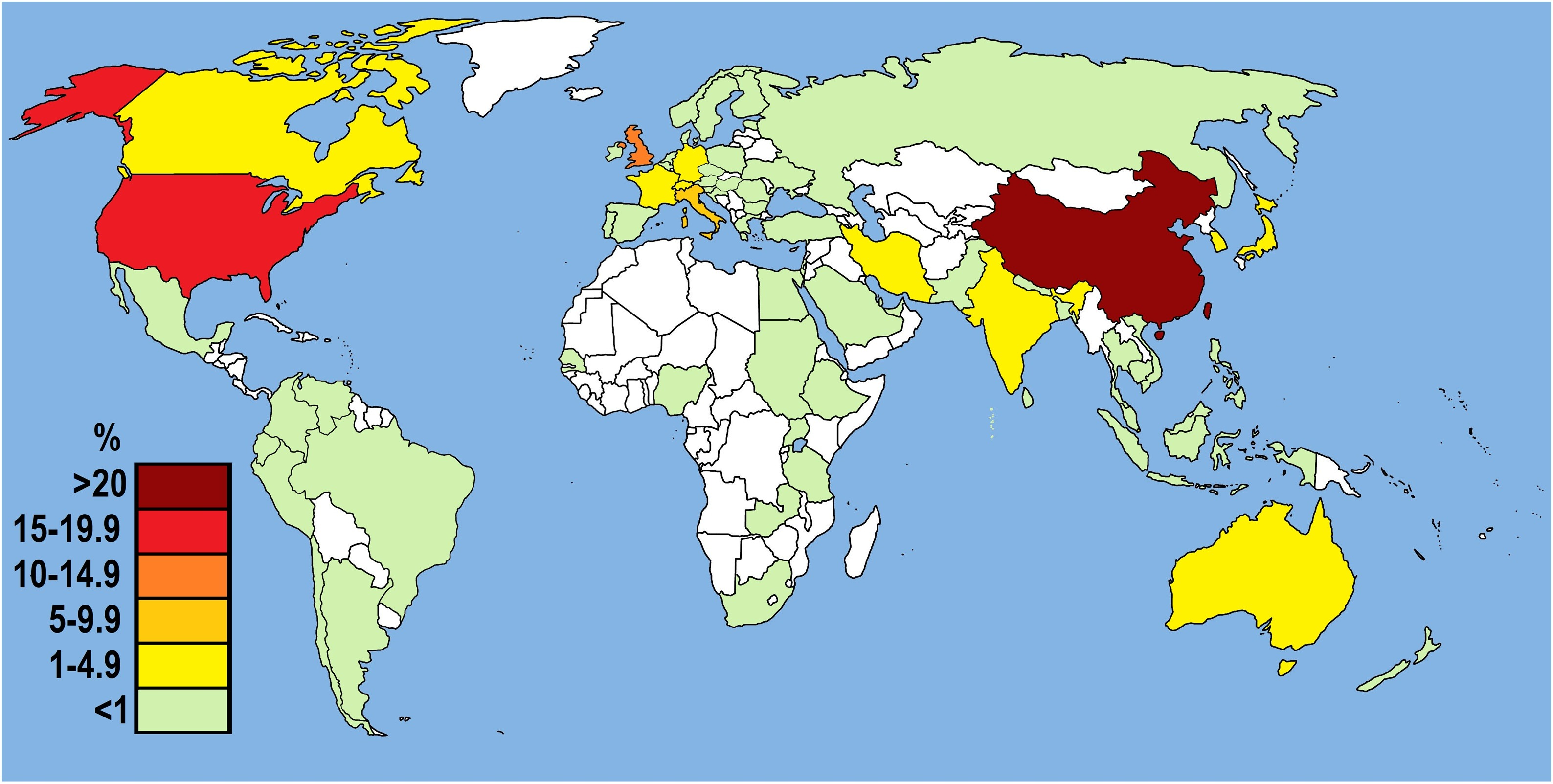

تحليل الاستشهادات المرجعية هو تحليل إحصائي للمنشورات المكتوبة مثل الكتب والمقالات. ويعد تحليل الاستشهادات المرجعية أهم عملية في القياسات الببليومتريه bibliometric وهي تهدف إلى إلقاء الضوء على الخصائص البنائية للإنتاج الفكري المتخصص ويمكن عن طريقها تقييم المؤلفين وإنتاجهم العلمي وتأثيرهم المتبادل في مجالهم العلمي وتقييم المنشورات التي تنشر إنتاجهم وفترات الركود العلمي في مجال من المجالات. وهي تهتم بدراسة الاستشهادات citations من وإلى الوثائق. ومثل هذه الدراسات قد تتركز حول الوثائق نفسها، أو حول أمور مثل: المؤلفين، أو الدوريات العلمية (إذا كانت الوثائق عبارة عن مقالات) التي ظهرت فيها، أو المؤسسات أو الدول التي نشرت فيها الوثائق، أو الغرض من الاستشهادات. ومن أشهر القوانين المستخدمة في تحليل الاستشهادات المرجعية:

## قانون برادفورد للتشتت
بحيث بدأ صمويل برادفورد في وضعه عندما كان يعمل في مكتبة العلوم الطبية بجنوب كينسكتون في إنكلترا في الفترة ما بين 1925 – 1938 اعتمادا على مصادر المعلومات المتواجدة بها. وقد انطلق من مبدأ أن أي موضوع علمي يتصل بصفة قليلة أو كثيرة بموضوعات علمية أخرى، بحيث تضمن عمله تحليلا للاستشهادات المرجعية في المجلات المتصلة بموضوع الجيوفيزياء التطبيقية وهندسة التزييت. أي أنه يصف العلاقة الكمية بين الدوريات العلمية والمقالات المنشورة فيها. ومن خلال تحليله لجميع المقالات، تبين له أنه يمكن تقسيم هذه الدوريات إلى ثلاث مجموعات، بحيث أن كل مجموعة تحتوي على نفس عدد المقالات تقريبا، أعطيت كالآتي:
- الدوريات التسعة الأولى أسهمت بعدد 429 مقالا
- الدوريات التسع وخمسون التالية أسهمت بعدد 499 مقالا
- الدوريات الأخيرة وعددها 258 أسهمت بعدد 404 مقالا
- وقد صاغ قانونه اعتمادا على هذه المعطيات وفق ما يلي:
- 9 : 9 x 5 = 9 x 5 x 5
- 9 : 45 : 225

وقد جاء قانون برادفورد على الصيغة التالية: " إذا ما رتبت الدوريات العلمية في ترتيب تنازلي بالنسبة لإنتاجية المقالات حول موضوع معين فإن هذه الدوريات يمكن تقسيمها إلى نواة من الدوريات الأكثر تخصصا في الموضوع ومجموعات أخرى أو مناطق (Zones) تحتوي على نفس العدد من المقالات الموجودة في النواة حسب المعادلة التالية: ( 1: n : n2).
بمعنى أن عددا قليلا من الدوريات تنتج ثلث عدد المقالات، وهي بذلك الأكثر إنتاجية، والثلث الثاني من المقالات تم إنتاجه بعدد 59 دورية، فيحين أن الجزء الأكبر من الدوريات ينتج الثلث الباقي. ويتلخص هذا القانون في أنه في أي حقل موضوعي وخلال فترة زمنية معينة:
1. عدد قليل من الدوريات العلمية تنشر نسبة عالية نسبيا من المقالات المتخصصة في هذا الحقل الموضوعي
2. يوجد عدد كبير من الدوريات العلمية تنشر كل منها عددا قليلا من المقالات المتخصصة في هذا الحقل الموضوعي

## قانون زيف
قانون مشهور في القياسات الببليومتريه  يتعلق بتكرار الألفاظ في النصوص. وقد سمي هذا القانون بعد العالم اللغوي جورج زيف George Kingsley Zipf (1902-1950). وقد بدأ عمله سنة 1920 حينما كان طالبا بالجامعة، بحيث كان مهتما بدراسة تغيرات النطق في اللغة والتكرارات المستخدمة خلال فترة زمنية طويلة، مما أدى به لدراسة تكرار الكلمات. ويتمثل قانونه في أن الناس يجدون سهولة في اختيار الكلمات المألوفة بدلا من الصعبة، مما ينعكس على تواتر هذه الكلمات، وبالتالي فإن العلاقة بين الرتبة ومدى التواتر تعد دليلا على تطبيق مبدأ الجهد الأقل. إذ أنه طبق مبدأه على كشاف الكلمات لجيمس جويس بولس، ليستنتج ما يلي:
1. كلمات قليلة ترد كثيرا
2. كلمات كثيرة ترد قليلا
3. حاصل ضرب التسلسل في التكرار يكون دائما ثابتا
4. ومن خلال هذه المعطيات، صاغ قانونه بالشكل التالي:
  1. RF = C
  2. حيث أن R يرمز لرتبة الكلمة، وF لتكرارها، وC للناتج الثابت

## قانون لوتيكا
يأتي اسم القانون (لوتكا) نسبة إلى (Alfred Lotka) المختص بموضوع الرياضيات ويشغل منصب المشرف على البحوث الرياضية في مكتب الإحصاء التابع لشركة التأمين على الحياة في نيويورك للمدة 1924-1933. لقد قدم لوتكا تجربته حول النتاجية في عام 1926 وطبق معادلته التي سميت فيما بعد (قانون لوتكا) واستخدمها لتحليل إنتاجية المؤلفين لغرض معرفة عدد المؤلفين الذين ينتجون أكبر عدد من المقالات وعدد المؤلفين الذين لهم مساهمة أكبر في تقدم العلوم. لقد حلل لوتكا الإنتاجية بهدف معرفة السلوك الذي بموجبه تم توزيع  المؤلفين في موضوع معين وذلك من خلال دراسته للإنتاجية في موضوع الكيمياء والفيزياء، باستخدام كشافين: الأول في الفيزياء والآخر في الكيمياء، وقد ركز على كمية ونوعية هذا الإنتاج، إلى أن توصل إلى صياغة قانون التربيع العكسي لإنتاجية المؤلفين بالشكل التـالي: (1: ن²)، أي أنه إذا كان هناك 100 مؤلف ينتج كل واحد منهم مقالة واحدة في موضوع معين فإن هناك (100: 2²) إلى غير ذلك. وهذا يعني أن هناك عدد قليل من البـاحثين ممن يمارسون النشر بدرجـة كبيرة، وعدد كبير منهم ينشرون بدرجة قليلة جدا أو لا ينشرون أبدا.